# Szeged vasútállomás
Szeged vasútállomás (a közbeszédben gyakran szegedi nagyállomás) Szeged legfontosabb állomása. Központi épületei az Indóház téren állnak.

## Funkciója

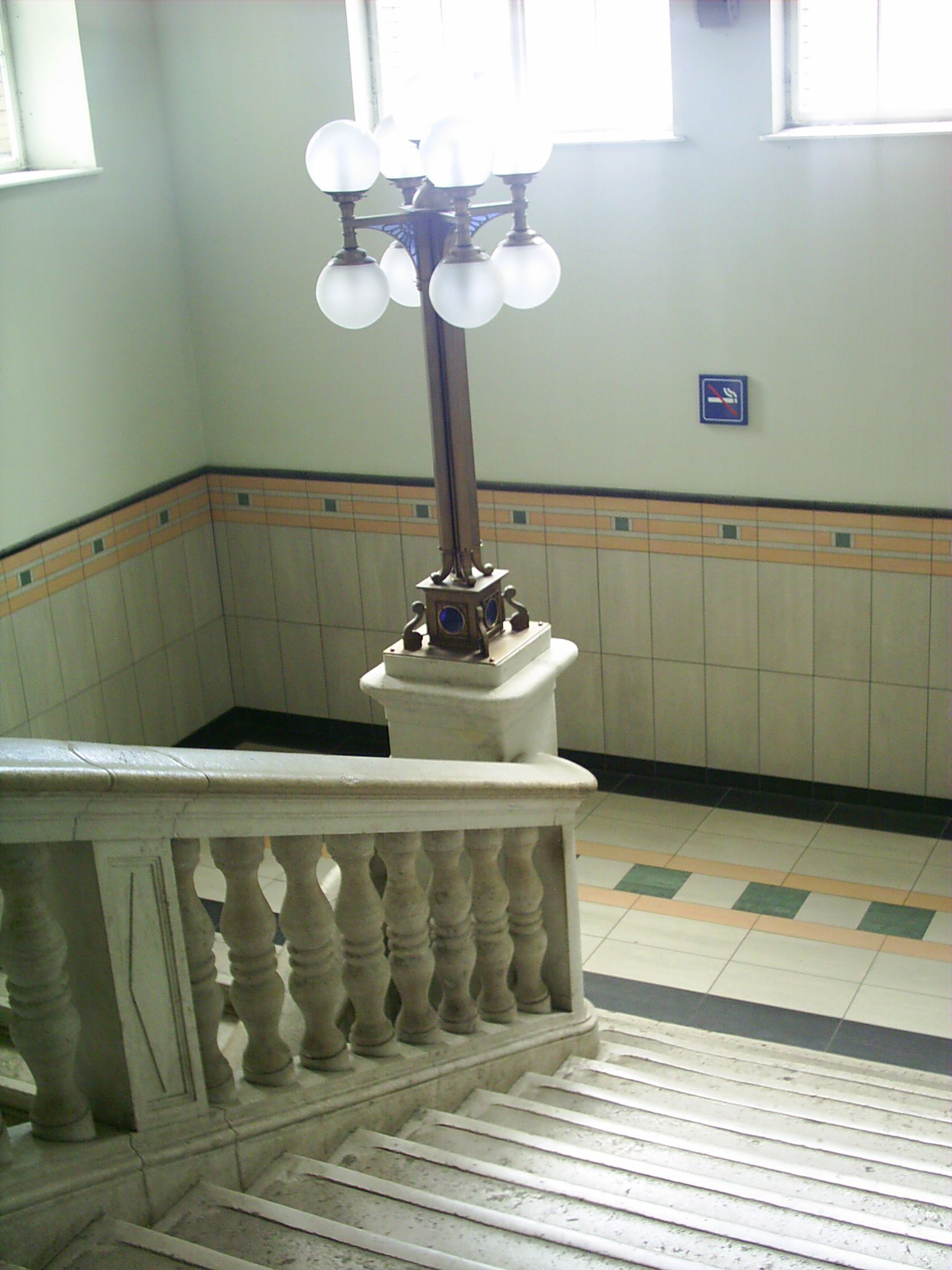
Az állomás egyik lépcsőháza

A nagyállomás Szeged legfőbb kapuja a városba vasúton érkezők számára. Ide futnak be a Budapestről, Békéscsabáról érkező vonatok, illetve korábban ide érkeztek az azóta megszűnt útirányok (Röszke; Szabadka, Pécs, Makó, Temesvár, Nagyvárad) járatai is. Az állomás az utasszámokat tekintve Csongrád-Csanád vármegye legforgalmasabb vasútállomása. A létesítmény főként a távolsági szegmensbe tartozó vonatok esetében (különösen az InterCity forgalomban) bonyolít nagy forgalmat, de jelentős a regionális és elővárosi utasok száma is.

## Földrajzi elhelyezkedés
A nagyállomás a szegedi belvárostól délre, Alsóváros északi peremén fekszik. Az állomás homlokzatával a tőle mintegy 150 méternyire elhaladó Boldogasszony sugárút irányába fordul. Ettől azonban egy teljes épülettömb elválasztja, tehát az állomás nem fekszik főútvonal mellett. Magának az épületnek a fő homlokzata a Szent Ferenc utca végén helyezkedik el, azonban a vasútállomás tömegének látványa a szűk mellékutca végén nem tud érvényesülni, valójában csak az előtte elterülő kisebb térséget uralja.
A vasútállomás vasúton egy sajátos útvonalon közelíthető meg. Az északi irányból, Budapest felől érkező vonatok előbb elhaladnak a város nyugati peremterületei mellett, majd a Tisza folyó előtt egy hatalmas fordulót leírva délnyugati irányból érkeznek be a pályaudvarra. A Hódmezővásárhely felől érkező vonatoknak pedig teljesen meg kell kerülniük a várost a beépített belterület belsejében fekvő nagyállomás eléréséhez. Az állomás vágányai egy, a környezetéből 7 méter magasra kiemelkedő földmű tetején nyugszanak. A kiemelt helyzet oka, hogy építésekor a vasútvonal itt már a Tisza folyó hídjára felvezető töltésen haladt. A híd a második világháború idején megsemmisült és az oda vezető töltést is elbontották, de a pályaudvar kiemelt helyzete megmaradt.
A nagyállomás földrajzi elhelyezkedése hosszú évtizedek óta heves vitákat generál a szegedi városfejlesztők között. Az állomás egy magas töltés tetejét megülve mélyen a város belterületének belsejében található. Tőle nyugatra sűrűn lakott falusias és kertvárosias lakóterületek helyezkednek el, tőle keletre és északra viszont rossz műszaki állapotú, évtizedek óta kihasználatlan ipari és logisztikai területek fekszenek. A vita hangadói szerint a nagyállomás és az átjárási lehetőség (aluljárók) nélküli magas töltés elszigeteli és depresszióra kárhoztatja a pályaudvar és a Tisza közötti negyedet, amely a vasúti létesítmények ottléte nélkül Szeged legjelentősebb belterületi fejlesztési célterülete lehetne. A pályaudvar és a Tisza közé szorult depressziós terület újraélesztésének kulcsa ezen vélemény szerint a nagyállomás megszüntetése, a vasúti forgalom városperemre történő kiszervezése. Szeged pályaudvar megszüntetésének lehetősége többször felvetődött, legnagyobb hangerővel az 1980-as években. A nagyállomás létét támogatók szerint a Belváros peremi vasútállomás nagyszerű adottság, páratlan térszervező hatású létesítmény, amelyet nem szabad a városból kiszorítani. A pályaudvar mögötti terület állapotáért ez az álláspont nem a vasutat, hanem a város iparának 1990-es években bekövetkezett pusztulását kárhoztatja, illetve felveti, hogy hasonlóan néznek ki a városnak azon volt ipari területei is, ahol nyoma sincs a vasútnak. A város a fejlesztési dokumentumaiban maga is elismeri, hogy a Tisza-parti ipari terület fejlődése ott sem következett be, ahol a pályaudvar már nem fejt ki árnyékoló hatást (Oldal utcai feltáró út).
A nagyállomás hosszú távú megmaradása a 2010-es években egyre biztosabbnak látszik. Az új közös vasúti-közúti Tisza-híd tervezett felépítése révén Szeged pályaudvar újra átmenő állomássá válhat majd, miközben a híd építésével párhuzamosan a pályaudvar mögötti terület feltárása is megoldódhat. A tervek szerint a nagyállomás mögé költözne a jelenleg a Mars téren lévő térségi buszállomás is, amellyel közösen Szeged állomás a város leghangsúlyosabb közlekedési csomópontjává, intermodális terminállá válhat majd.

## Forgalom
| Járat                  | Útvonal | Gyakoriság        |
| ---------------------- | --- | ----------------- |
| személyvonat           | Szeged – Szeged-Rókus – Hódmezővásárhelyi Népkert – Hódmezővásárhely – Kútvölgy – Székkutas – Orosháza – Orosházi tanyák – Csorvás – Csorvás alsó – Telekgerendás (– Fürjes) – Békéscsaba | Óránként          |
| személyvonat           | Szeged – Szeged-Rókus – Algyő – Hódmezővásárhelyi Népkert – Hódmezővásárhely (← Kútvölgy – Székkutas) – Orosháza (← Orosházi tanyák) – Csorvás (← Csorvás alsó) – Telekgerendás – Békéscsaba – Gyula | Vasárnap 1 pár    |
| személyvonat           | Kiskunfélegyháza – Selymes – Petőfiszállás – Petőfiszállási tanyák – Csengele – Kisteleki szőlők – Kistelek – Kapitányság – Balástya – Őszeszék – Vilmaszállás – Szatymaz – Jánosszállás – Kiskundorozsma – Szeged | Napi 4-5 pár      |
| Napfény InterCity      | Budapest-Nyugati – Zugló – Kőbánya-Kispest – Ferihegy – Cegléd – Nagykőrös – Kecskemét – Kiskunfélegyháza – Kistelek – Szatymaz – Szeged | óránként          |
| Napfény InterCity      | Budapest-Nyugati – Zugló – Kőbánya-Kispest – Ferihegy (← Üllő) – (Monor →) (← Monorierdő) – (Pilis → Albertirsa →) Cegléd – (Nyársapát →) Nagykőrös – (Katonatelep →) Kecskemét – Városföld – (Kunszállás →) Kiskunfélegyháza (← Selymes ← Petőfiszállás)– Kistelek – Szatymaz – Szeged                                                                                                | Napi 1 pár        |
| sebesvonat             | Budapest-Nyugati – Zugló (→ Kőbánya alsó) – Kőbánya-Kispest – Ferihegy (← Üllő) (→ Monor → Monorierdő → Pilis → Albertirsa → Ceglédbercel → Ceglédbercel-Cserő → Budai út) – Cegléd – Nyársapát – Nagykőrös (← Katonatelep) – Kecskemét – Városföld (← Kunszállás) – Kiskunfélegyháza – Kistelek – Szatymaz – Szeged                                                                   | Napi 1 pár        |
| Aranyhíd expresszvonat | Szeged (← Szatymaz ← Kistelek) – Kiskunfélegyháza – Kecskemét – Nagykőrös – Cegléd – Ferihegy – Kőbánya-Kispest – Budapest-Kelenföld – Székesfehérvár – Balatonaliga – Szabadisóstó – Siófok – Zamárdi – Balatonföldvár – Balatonszárszó – Balatonszemes – Balatonlelle – Balatonboglár – Fonyód – Balatonmáriafürdő – Balatonberény – Balatonszentgyörgy                              | Nyáron napi 1 pár |
| tram-train             | Szeged vasútállomás – Galamb utca (→) – Bem utca (←) – Bécsi körút – Aradi vértanúk tere – Somogyi utca – Széchenyi tér – Anna-kút – Rókusi templom – Tavasz utca – Damjanich utca – Vásárhelyi Pál utca – Pulz utca – Rókus vasútállomás – Algyő – Hódmezővásárhelyi Népkert vasútállomás – Strandfürdő – Hősök tere – Kossuth tér – Kálvin János tér – Hódmezővásárhely vasútállomás | Félóránként       |
| vonatpótló autóbusz    | Szeged – Kelebia | Napi 2 pár        |

## Vasútvonalak
- Szeged–Röszke–Szabadka-vasútvonal
- Cegléd–Szeged-vasútvonal
- Szeged–Kötegyán-vasútvonal
- Szeged–Karlova-vasútvonal
- Szeged–Temesvár-vasútvonal
- Szeged–Vedresháza-vasútvonal

## Szomszédos állomások
A vasútállomáshoz az alábbi állomások vannak a legközelebb: 
- Szeged-Rendező vasútállomás (Szeged–Kötegyán-vasútvonal, Szeged–Röszke–Szabadka-vasútvonal, Cegléd–Szeged-vasútvonal)
- Újszeged vasútállomás (–1944)

## Története
Szegedet 1854-ben érte el a vasútépítés, de érdemleges állomásépületet csak négy évvel később emeltek, amikor a vonalat Temesvár irányába továbbépítették.
1902-ben a megnövekedett forgalomhoz és a városhoz immár jobban illő középületként Pfaff Ferenc építész tervei alapján a MÁV átépítette Szeged állomásépületét. Az épület a kor ízlését követő historizáló stílusban épült. Ez az egyetlen nagy állomásépület, ahol az előtér és a vágányok között emeletnyi szintkülönbség van, mégis érdekes, hogy nem vállalták a kézenfekvő szigetperonos megoldást, viszont hatásos lépcsőfeljárót építettek az előcsarnokhoz. A bejárat feletti három, íves záradékú hatalmas ablakot kétoldalt kissé „nyomottabb” tornyok szegélyezik. Pfaff Ferenc sohasem ismételte magát, mindig újat alkotott.
- Felújítás 1964-ben

Ekkor épült a felvételi és a postaépület közötti üzemi konyha - étterem, és több belső szolgálati lépcsőház, ill. a földszinti galériaszintek.
- Felújítás 2006-ban

Az épületet eredeti formájában újították fel.

## Megközelítése szegedi közösségi közlekedéssel
- 1, 2
- 20, 21, 77, 90

A 21-es és a 77-es busz köti össze a vasútállomást a Mars téren található autóbusz-állomással.

## Műszaki jellemzők
- Vágányok száma: 5 vágány a személyszállító vonatok fogadására-indítására.

## Vasúti Tisza-híd

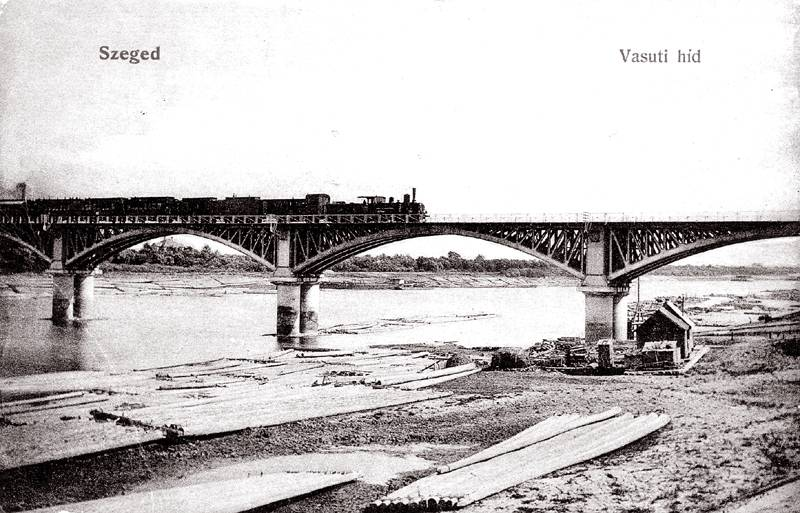
Vonat halad át a hídon egy régi képeslapon

A Szegedi vasúti Tisza-híd egy egykori szegedi híd, amely 1944-ig bonyolította a Szegedet Temesvárral és a szomszédos Bánáttal összekötő vasútvonalak forgalmát. Magyarország második vasúti Tisza-hídját eredetileg két vágány számára tervezték, ám 1920 után a hídon csak egy sínpár futott. A trianoni döntéssel jelentőségét veszítő létesítményt a második világháborús pusztítások után már nem állították helyre. Csak Magyarország és Románia Európai Unióhoz történő csatlakozása után vetődött fel az átkelőhely újbóli felépítése.

### Lépések az új híd érdekében

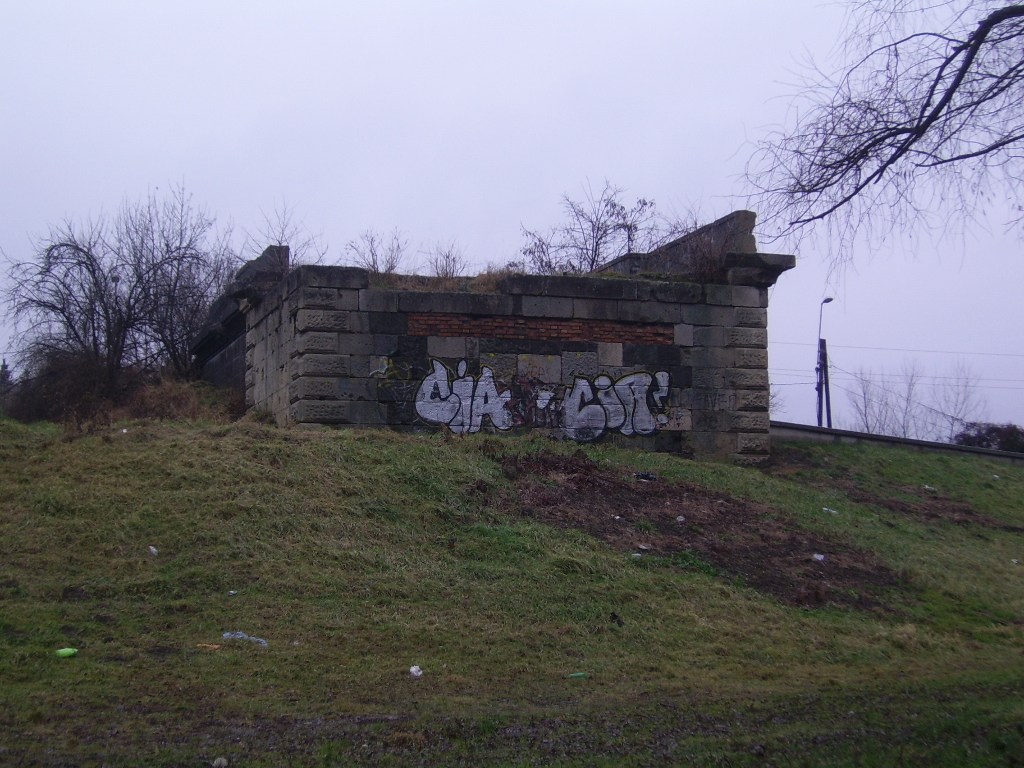
Az újszegedi hídfő 2009-ben

Magyarország és Románia EU-csatlakozása után mindkét országban egyre többen ismerték fel a Temesvár–Szeged–Budapest kapcsolat helyreállításának fontosságát. Az érdekelt térségek képviselői, területi és települési önkormányzatai lobbitevékenységbe kezdtek a vasúti kapcsolat helyreállítása érdekében. Az új híd kérdése felvetődött a magyar és a román kormány, illetve Csongrád és Temes megye közgyűléseinek 2008-as közös ülésein is. A magyar és a román közlekedési tárca közös feladatul kapta a híd felépítésének előkészítését. A vasúti kapcsolat helyreállításának kulcsszerep jut a „Szegedi Biopolisz” programban is.
Az új vasúti híd valószínűleg már nem valósulhat meg a régi helyen, mivel a jobb parti oldalon a korábbi felvezető töltés helyén ma már épületek állnak. További hátrány, hogy a vágányoknak igen kis sugarú ívben kellene rákanyarodniuk a Tisza fölötti hídra. Az új átkelőhely megépítését Szeged déli határában tervezik.

## Érdekességek
- A lépcsőket épen hagyták a felújításokkor, így azok eredeti állapotukban maradtak 1902 óta.

## Galéria

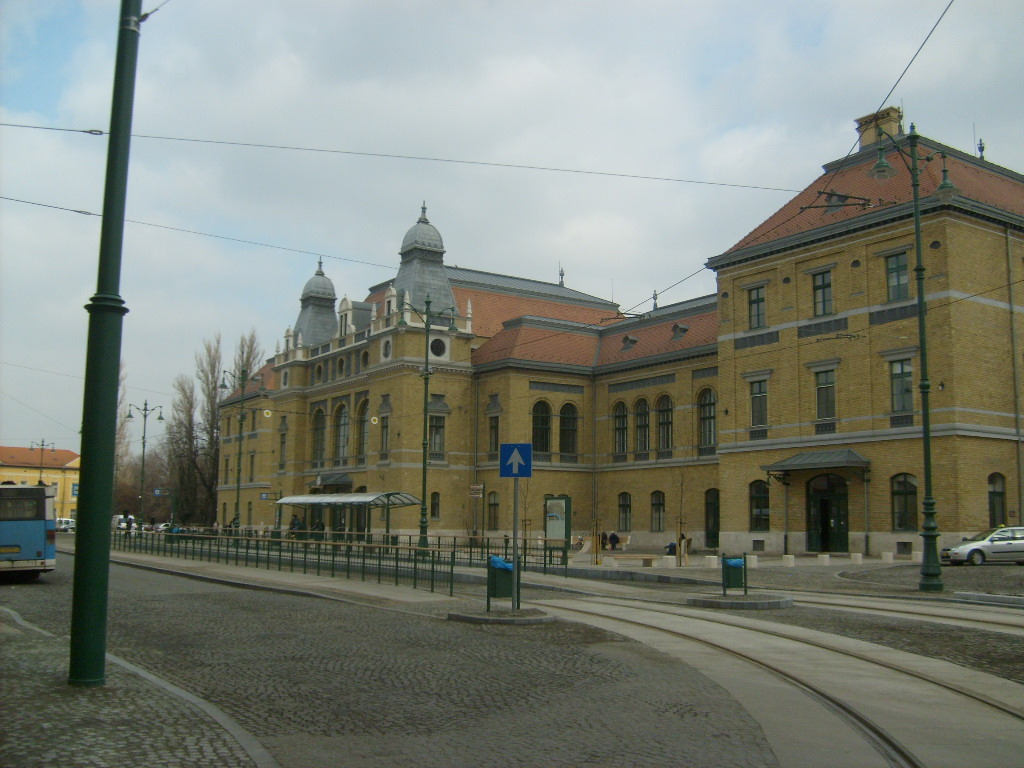
A pályaudvar az Indóház térről
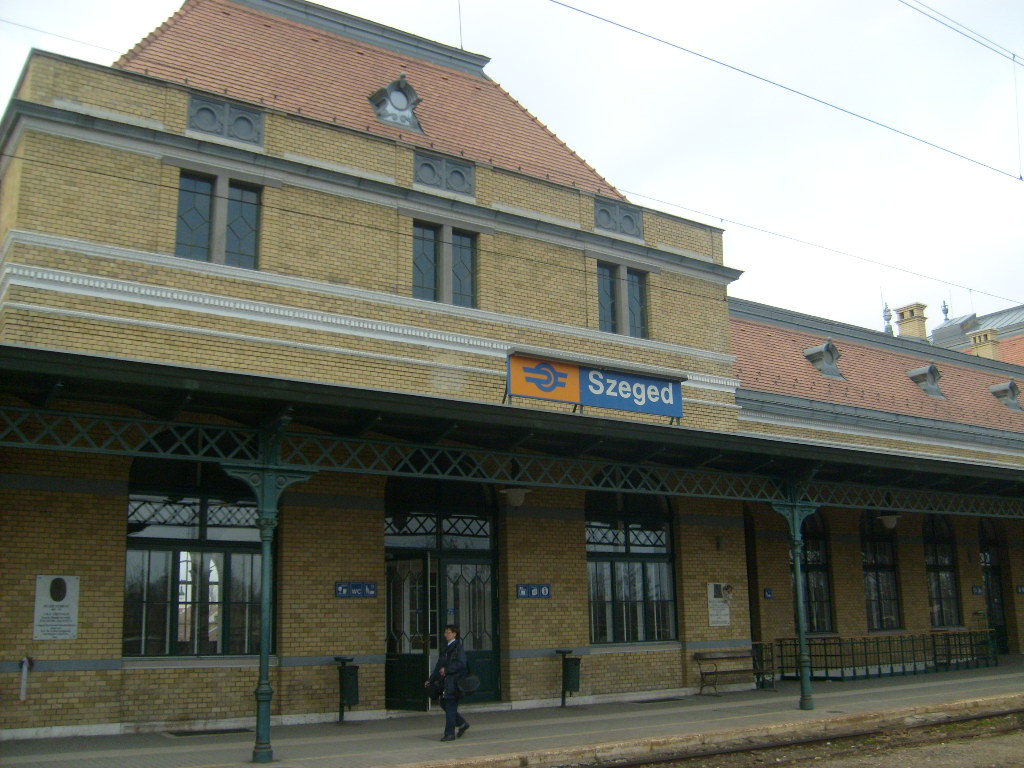
A pályaudvar a peronok felől
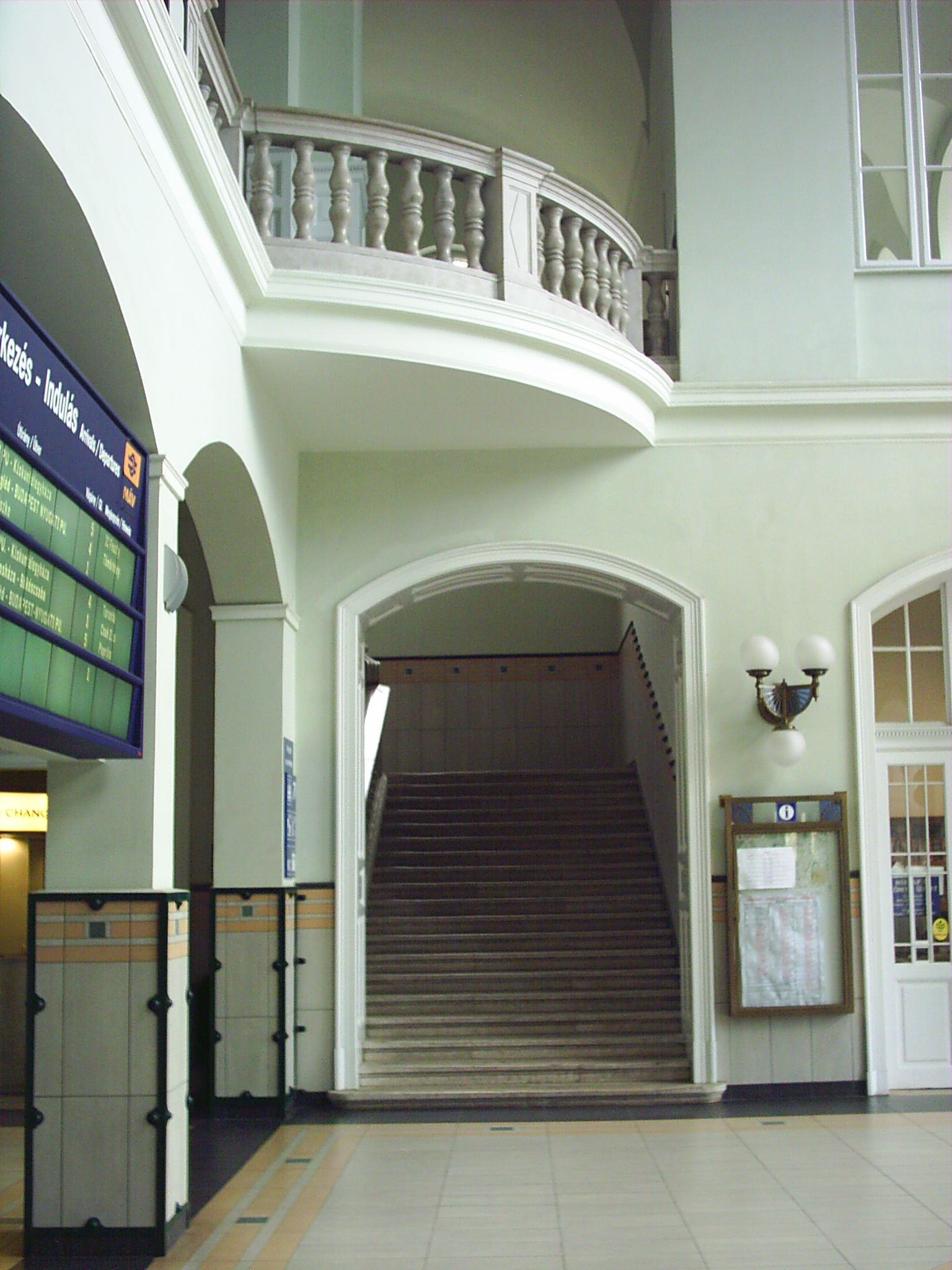
Állomás belső
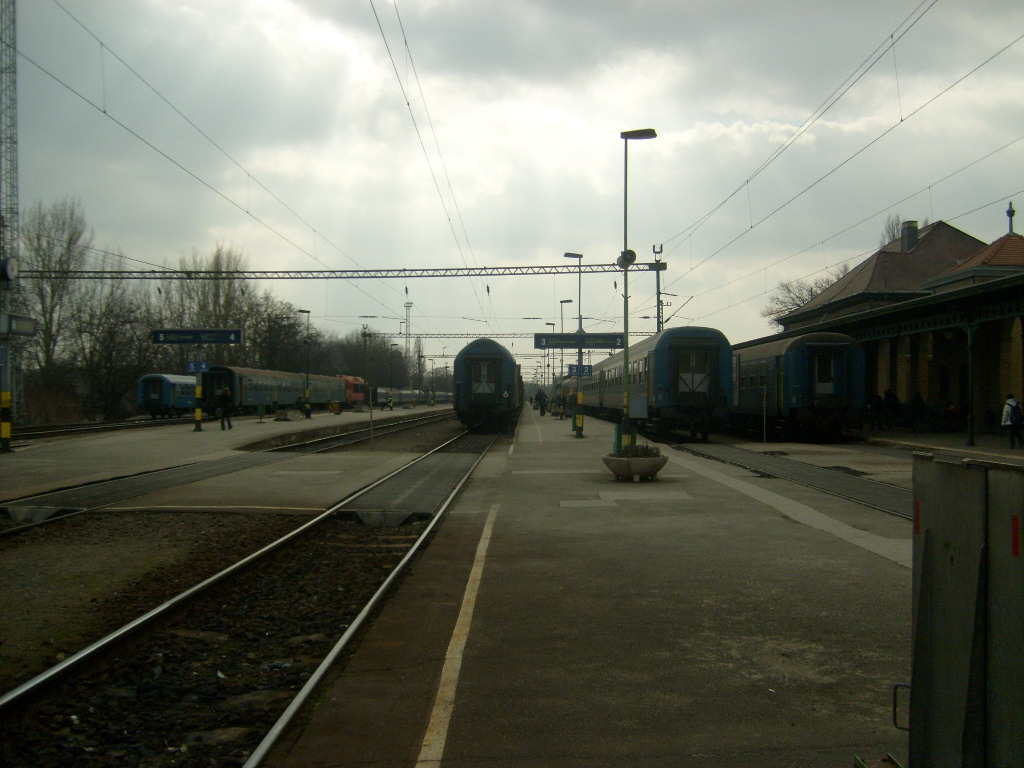
Vágányok
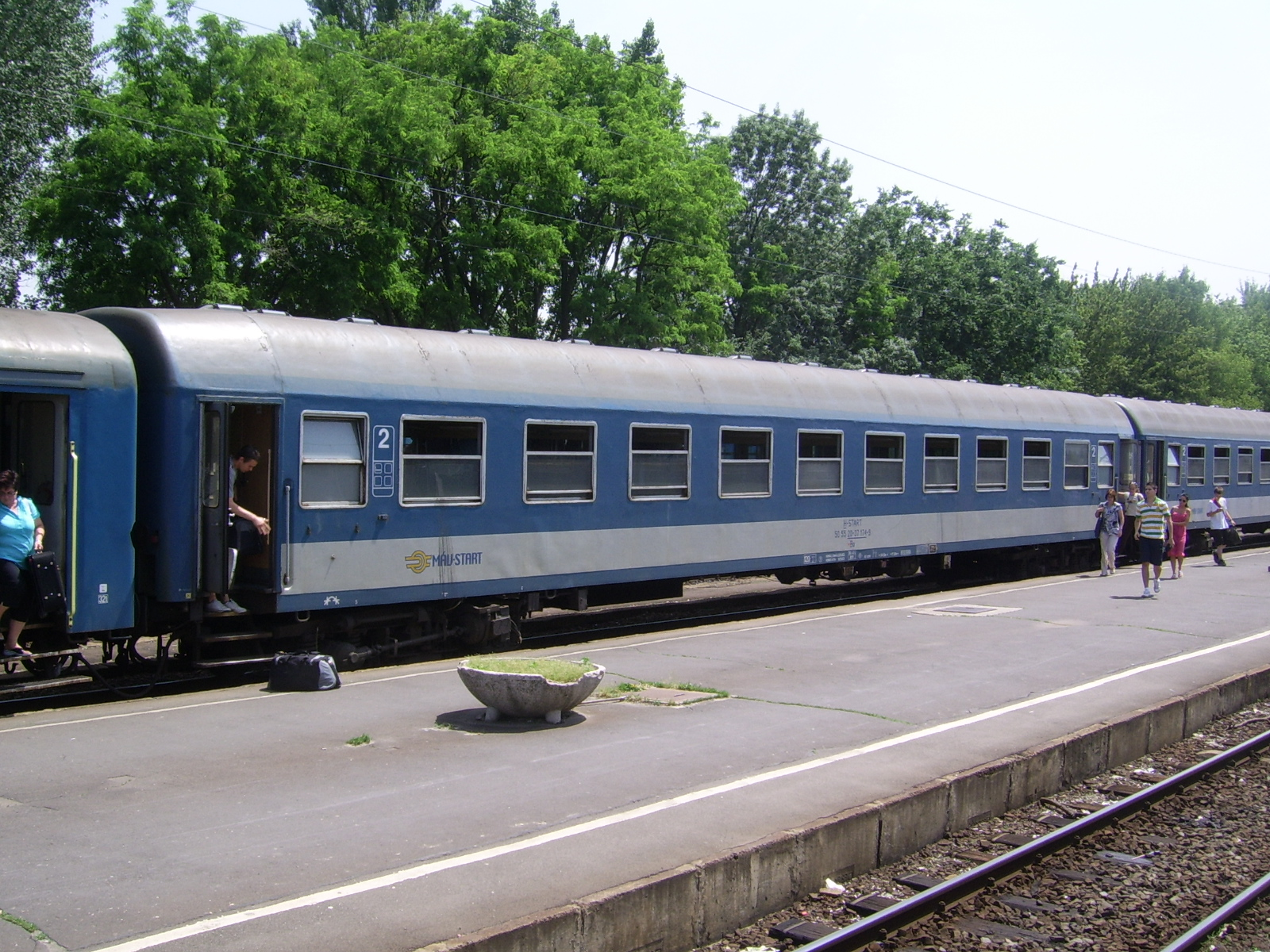
Aranyhomok InterCity vonat érkezett az 5. vágányra